# Frederik IX-brug
De Frederik IX-brug (Deens: Frederik d. 9's Bro) is een ophaalbrug bij Nykøbing Falster in Denemarken. De brug verbindt sinds 14 mei 1963 de eilanden Falster en Lolland met elkaar. De Frederik IX-brug werd tussen 1960 en 1962 gebouwd en is genoemd naar de toenmalige koning van Denemarken, Frederik IX van Denemarken.
Over de brug loopt de Primærrute 9. Deze weg loopt van Odense op Funen naar Nykøbing Falster op Falster.